# Leichtathletik-Länderkampf der Frauen 1937 Deutschland – Niederlande
| 8. Leichtathletik-Länderkampf mit deutscher Beteiligung 1937 | 8. Leichtathletik-Länderkampf mit deutscher Beteiligung 1937 |
| ------------------------------------------------------------ | ------------------------------------------------------------ |
|                                                              |                                                              |
| Ländervergleich der Frauen: Deutschland – Niederlande        |                                                              |
| Austragungsort                                               | Wuppertal                                                    |
| Wettbewerbe                                                  | 8                                                            |
| Datum                                                        | 22. August 1937                                              |
| 1. GER 2. NLD                                                | 48 Punkte 34 Punkte                                          |
| Chronik                                                      |                                                              |
| ← GER-BEL (M)                                                | GER-CSK (M) →                                                |

In ihrem ersten Ländervergleich und der insgesamt achten Begegnung des Länderkampfjahrs 1937 trafen die deutschen Frauen zum ersten Mal auf die Leichtathletinnen aus den Niederlanden. Am 21./22. August fand die Begegnung der Männer mit Belgien in Wuppertal statt. Dieser Veranstaltung gesellten sich die Frauen mit ihrem Länderkampf gegen die Niederlande am zweiten Wettkampftag hinzu.

## Wettbewerbe und Modus
Auf dem Programm standen mit dem 100- und 200-Meter-Lauf sowie dem Rennen über 80 Meter Hürden drei Einzelläufe auf dem Programm. Hinzu kam die 4-mal-100-Meter-Staffel. Außerdem maßen sich die Athletinnen mit dem Hoch- und Weitsprung sowie dem Kugelstoßen und Diskuswurf in vier technischen Disziplinen. In den Einzeldisziplinen wurde gewertet wie später üblich: Pl. 1: 5 P, Pl. 2: 3 P, …, Pl. 4: 1 P. Die Punktevergabe in der Staffel wich dagegen vom später standardisierten System ab: Pl. 1: 4 P, Pl. 2: 1 P.

## Resultat
Die niederländischen Sportlerinnen konnten mit dem 100-Meter-Lauf und dem Hochsprung zwei Wettbewerbe für sich entscheiden. Die anderen sechs Disziplinen gingen an die deutschen Athletinnen. Die Gesamtwertung entschied damit Deutschland mit 48 zu 34 Punkten für sich.

## Resultate

### 100 m
| Platz | Athletin         | Land | Zeit (s) |
| ----- | ---------------- | ---- | -------- |
| 1     | Fanny Koen       | NLD  | 12,2     |
| 2     | Grete Winkels    | GER  | 12,4     |
| 3     | Liesbeth Freitag | GER  | 12,7     |
| 4     | Elisabeth Koning | NLD  | 13,3     |

### 200 m
| Platz | Athletin     | Land | Zeit (s) |
| ----- | ------------ | ---- | -------- |
| 1     | Käthe Krauß  | GER  | 25,2     |
| 2     | Fanny Koen   | NLD  | 25,4     |
| 3     | Therese Kurz | GER  | 26,8     |
| 4     | Veldman      | NLD  | 27,7     |

### 80 m Hürden
| Platz | Athletin         | Land | Zeit (s) |
| ----- | ---------------- | ---- | -------- |
| 1     | Anni Steuer      | GER  | 11,9     |
| 2     | Agaath Doorgeest | NLD  | 12,0     |
| 3     | Kitty ter Braake | NLD  | 12,1     |
| 4     | Siegfriede Dempe | GER  | 12,2     |

### 4 × 100 m Staffel
| Platz | Besetzung       | Land                                                       | Zeit (s) |
| ----- | --------------- | ---------------------------------------------------------- | -------- |
| 1     | Deutsches Reich | Therese Kurz Käthe Krauß Liesbeth Freitag Grete Winkels    | 48,7     |
| 2     | Niederlande     | Kitty ter Braake Agaath Doorgeest Elisabeth Koning Veldman | 50,5     |

### Hochsprung
| Platz | Athletin                | Land | Höhe (m) |
| ----- | ----------------------- | ---- | -------- |
| 1     | Nelly van Balen-Blanken | NLD  | 1,55     |
| 2     | Dora Ratjen a           | GER  | 1,55     |
| 3     | Elfriede Kaun           | GER  | 1,50     |
| 4     | Jantina Koopmans        | NLD  | 1,45     |

### Weitsprung
| Platz | Athletin          | Land | Weite (m) |
| ----- | ----------------- | ---- | --------- |
| 1     | Käthe Krauß       | GER  | 5,38      |
| 2     | Rie Jutte-Briejer | NLD  | 5,35      |
| 3     | Elfriede Kaun     | GER  | 5,27      |
| 4     | Agaath Doorgeest  | NLD  | 5,22      |

### Kugelstoßen
| Platz | Athletin          | Land | Weite (m) |
| ----- | ----------------- | ---- | --------- |
| 1     | Elfriede Kirchhof | GER  | 12,27     |
| 2     | Lydia Eberhardt   | GER  | 11,50     |
| 3     | Jantina Koopmans  | NLD  | 10,96     |
| 4     | Ans Niesink       | NLD  | 10,78     |

### Diskuswurf
| Platz | Athletin          | Land | Weite (m) |
| ----- | ----------------- | ---- | --------- |
| 1     | Anna Hagemann     | GER  | 40,03     |
| 2     | Elfriede Kirchhof | GER  | 38,65     |
| 3     | Ans Niesink       | NLD  | 38,25     |
| 4     | Jantina Koopmans  | NLD  | 38,16     |

## Weblink
- Siege an allen sieben Fronten, Berichte zu am 21./22. August parallel stattfindenden sechs Männerländerkämpfen und einem Frauenvergleich. In: Ostdeutsche Morgenpost 23. August 1937 (PDF; 1532 KB), S. 3, sbc.org.pl, abgerufen am 28. Mai 2024

## Einzelnachweis
1. ↑  Dora Ratjen, Datenbank olympedia.org (englisch), abgerufen am 28. Mai 2024